# Franco Rasetti
Franco Rasetti (Pozzuolo Umbro, 10 de agosto de 1901 – Waremme, 5 de diciembre de 2001) fue un físico, paleontólogo y botánico italiano, miembro del grupo de científicos que pasaron a la historia como "los chicos de la Vía Panisperna".
Descubrió, junto con Enrico Fermi, los procesos fundamentales que conducen a la fisión nuclear. Profundamente contrario a la participación de los científicos en la investigación bélica, se negó a formar parte del Proyecto Manhattan sobre la bomba atómica.

## Biografía

### Primeros años
Rasetti nació en Pozzuolo Umbro, una fracción del municipio de Castiglione del Lago (provincia de Perugia) el 10 de agosto de 1901. Era el único hijo de Giovanni Emilio Rasetti, profesor de agricultura y especializado en química, entomología, botánica y geología, y de Adele Galeotti, pintora y aficionada a las ciencias naturales. Era sobrino, por parte de madre, del médico y patólogo Gino Galeotti, autor de importantes investigaciones sobre la peste bubónica, y estimulado por él, mostró desde muy joven un vivo interés por las ciencias naturales, dedicándose a coleccionar e ilustrar plantas, pequeños animales, cristales y fósiles, y desarrollando un talento para el arte y el dibujo, actividad que retomaría en etapas posteriores de su vida. En 1908, la familia se instaló en Pisa. Rasetti estudió en el Liceo Galilei y terminó el bachillerato en 1918.

### Física

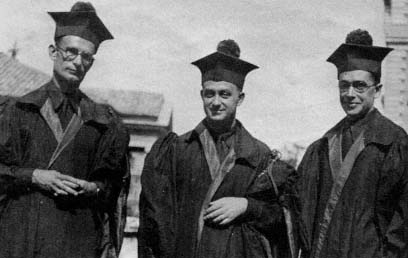
Rasetti en su toga académica (izquierda) con Enrico Fermi (centro) y Emilio Segrè

Rasetti empezó a estudiar ingeniería en la Universidad de Pisa por deseo de su padre, pero se pasó a la física influido por Enrico Fermi, con quien entabló una profunda amistad. Como él mismo comentaría años más tarde, aprendió mucha más física de Fermi que de sus profesores de entonces. En 1922 se doctoró con una tesis dirigida por el espectroscopista Luigi Puccianti sobre la dispersión anómala de los vapores de los metales alcalinos e, inmediatamente después, pasó a ser asistente de Antonio Garbasso (1871-1933) en la Universidad de Florencia. En Florencia, donde también coincidió con Fermi, trabajó en el campo de la física atómica. En 1927 llegó a la Universidad de Roma invitado por Orso Mario Corbino (1876-1937), profesor de física experimental y director del Instituto de Física, ubicado en la Vía Panisperna. Unos meses antes había comenzado el ambicioso proyecto de Corbino de transformar el instituto en un moderno centro de investigación. En otoño de 1926, se había creado para Fermi la primera cátedra de física teórica de Italia. Allí, Fermi reunió en torno suyo a un grupo de jóvenes investigadores, destinados a desempeñar en pocos años un papel destacado en la escena científica internacional: el propio Rasetti, Emilio Segrè, Edoardo Amaldi, Oscar D'Agostino, Bruno Pontecorvo y Ettore Majorana. En 1928, Rasetti se afilió al Partido Nacional Fascista (PNF).
En el curso académico 1928-29, Rasetti disfrutó de una beca Rockefeller en el Instituto de Tecnología de California (Caltech) con Robert A. Millikan, donde se dedicó a realizar experimentos sobre el espectro Raman de las moléculas de nitrógeno, que resultarían fundamentales para comprender ciertas propiedades de los núcleos atómicos, pues las desviaciones que encontró en las predicciones teóricas en los espectros se atribuyeron posteriormente a la existencia del neutrón en el núcleo. En Caltech también conoció a Arnold Sommerfeld y Werner Heisenberg, con quienes trabó amistad. Poco después, bajo la influencia de Fermi, orientó sus investigaciones hacia la física nuclear. A finales de 1930, Rasetti fue nombrado profesor asociado de la cátedra de espectroscopia que Corsino había conseguido crear en el Instituto de Física de Roma, y tres años después pasó a ser profesor titular. Entre octubre de 1931 y otoño de 1932, gracias a otra beca de la Fundación Rockefeller, estuvo trabajando en el laboratorio del Instituto Kaiser Wilhelm de Química de Berlín-Dahlem, dirigido por Otto Hahn y Lise Meitner, donde profundizó en las técnicas experimentales de la física nuclear y los métodos de preparación de las fuentes radiactivas. En el grupo de Fermi, que en aquella época (1934) realizaba estudios pioneros sobre los neutrones lentos y la radiactividad inducida por el bombardeo de neutrones, Rasetti era el experto en la preparación de fuentes radiactivas.

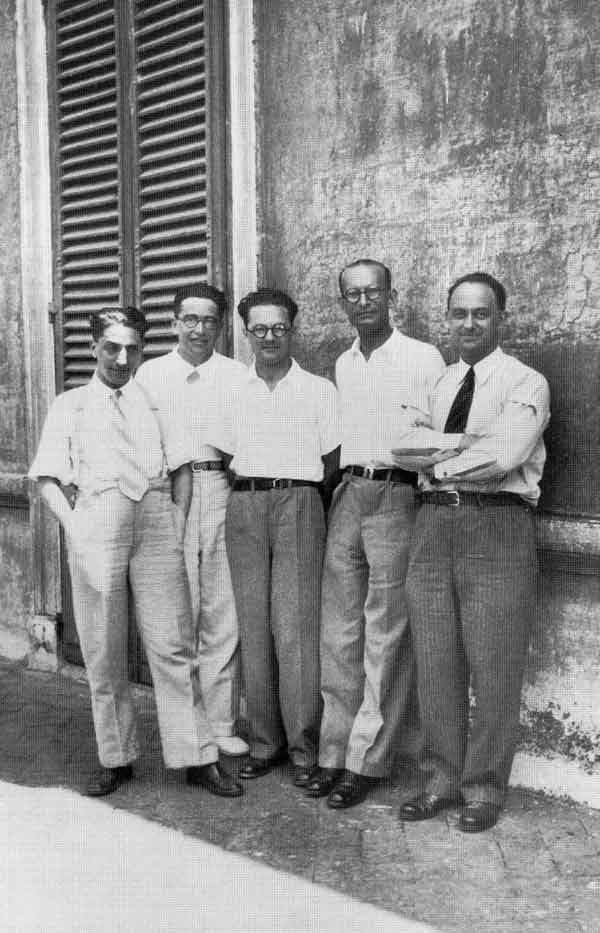
Enrico Fermi (derecha) y su grupo de investigación ("los chicos de la Vía Panisperna") en el patio del Instituto de Física de la Universidad de Roma, en la Vía Panisperna, hacia 1934. Franco Rasetti es el segundo por la derecha

En 1935 pasó un año en la Universidad de Columbia, investigando las resonancias de los neutrones lentos, y en 1936 impartió clases en la Escuela de Verano de la Universidad Cornell. A su regreso a Italia, encontró intolerable el rumbo del Estado fascista. La aprobación en 1939 de las leyes raciales fascistas obligó a muchos de sus amigos y colegas judíos a emigrar, y él, aunque no era judío, también abandonó Italia, como se habían visto obligados a hacer algunos miembros del grupo de la Vía Panisperna como Fermi, Segrè o Pontecorvo.
En 1939, poco antes del estallido de la Segunda Guerra Mundial, emigró a Canadá, donde obtuvo un puesto en la Universidad Laval de Quebec (por mediación de la Pontificia Academia de las Ciencias). Allí fundó el Instituto de Física, continuó sus investigaciones sobre los neutrones lentos y, desde 1941, sobre los rayos cósmicos (entre las que destaca la primera medición directa de la vida media del muón, entonces llamado mesotrón). Tuvo como ayudante durante un breve período de tiempo a Bruno Pontecorvo. Durante la guerra rechazó una invitación para colaborar en el grupo de científicos británicos trasladados a la Universidad de Montreal para el desarrollo de la energía nuclear con fines militares, aduciendo razones morales (uso de la ciencia con fines destructivos). Años más tarde comentó que había pocas decisiones en su vida de las que se arrepintiera menos.

### Redescubrimiento de las ciencias de la Tierra
Así, gradualmente fue desplazando su atención hacia lo que siempre había sido su gran interés fuera de la física y le había caracterizado en su juventud, es decir, el estudio de las ciencias de la Tierra. En 1947 abandonó Canadá y se trasladó a la Universidad Johns Hopkins de Baltimore donde siguió impartiendo clases de física, pero también de geología, paleontología, entomología y botánica, y se convirtió en uno de los estudiosos más influyentes de la era geológica del Cámbrico. En 1949 se casó con la belga Marie Madeleine Hennin, exesposa de uno de sus colegas de Laval. En 1952 adquirió la nacionalidad estadounidense. Aquel mismo año fue condecorado con la Medalla Charles Doolittle Walcott por "su contribución a la paleontología del Cámbrico".
A pesar de su notable contribución a la ciencia, su decisión de no colaborar en el campo bélico, compartida sólo más tarde por otros físicos (con Józef Rotblat, Albert Einstein, Leó Szilárd y Robert Oppenheimer a la cabeza en cuanto a exposición pública), llevó la figura de Franco Rasetti al olvido casi total. Su figura aparece en la novela Léxico familiar, de Natalia Ginzburg, a cuyo hermano, Gino Levi Martinoli, le unía una profunda amistad desde la infancia.

### Últimos años y muerte
Tras jubilarse en 1970, regresó a Italia. En 1977 el matrimonio se trasladó a la localidad belga de Waremme, donde el científico prosiguió sus investigaciones paleontológicas y botánicas. Allí falleció en 2001, a la edad de 100 años. Sus restos descansan en la capilla familiar del cementerio de Pozzuolo Umbro desde el 23 de noviembre de 2002. En el histórico Palazzo Moretti de Pozzuolo Umbro existe desde 2009 una exposición permanente dedicada a su vida. La Sra. Marie Madeleine Hennin, viuda de Rasetti, nació el 2 de junio de 1909 en Huy (Bélgica) y falleció el 27 de febrero de 2011 en Waremme (Bélgica). Sus cenizas fueron trasladadas a la capilla de la familia Rasetti, en el cementerio de Pozzuolo, el 9 de junio de 2012.

## Obra

### La espectroscopia Raman y el modelo del núcleo atómico
Tras el descubrimiento de la dispersión Raman en líquidos orgánicos, Rasetti decidió estudiar el mismo fenómeno en gases a alta presión durante su estancia en Caltech entre 1928 y 1929. Los espectros mostraron transiciones vibracionales con estructura fina rotacional. En las moléculas diatómicas homonucleares H2, N2 y O2, Rasetti encontró una alternancia de líneas intensas y débiles. Gerhard Herzberg y Walter Heitler atribuyeron esta alternancia al isomerismo del espín nuclear.
En el caso del dihidrógeno, cada núcleo es un protón de espín 1/2, por lo que puede demostrarse, utilizando la mecánica cuántica y el principio de exclusión de Pauli, que los niveles rotacionales impares están más poblados que los pares. Por tanto, las transiciones que se originan en los niveles impares son más intensas, tal y como observó Rasetti. En el dinitrógeno, sin embargo, Rasetti observó que eran más intensas las líneas originadas en los niveles pares. Esto implica, por un análisis similar, que el espín nuclear del nitrógeno es un número entero.
Sin embargo, en aquella época este resultado era difícil de interpretar, ya que aún no se había descubierto el neutrón, y se creía que el núcleo del 14N contenía 14 protones y 7 electrones, es decir, un número impar de partículas totales (21), lo que correspondería a un espín semi-entero. El espectro Raman observado por Rasetti proporcionó la primera prueba experimental de que este modelo protón-electrón del núcleo resultaba inadecuado, ya que el espín semientero predicho implicaba que las transiciones de los niveles de rotación impares serían más intensas que las de los niveles pares, debido al isomerismo del espín nuclear, como demostraron Herzberg y Heitler para el dihidrógeno. Tras el descubrimiento del neutrón en 1932, Werner Heisenberg planteó que el núcleo contenía protones y neutrones, y que el núcleo 14N contenía 7 protones y 7 neutrones. El número total par de partículas (14) corresponde a un espín entero acorde con el espectro de Rasetti.
También se le atribuye el primer ejemplo de dispersión Raman electrónica en el óxido nítrico.

### Ciencias de la Tierra
Paralelamente a sus investigaciones en física, durante su estancia en Canadá comenzó a interesarse por la paleontología. Recogió miles de fósiles en una zona de rocas cámbricas cercana a la Ciudad de Quebec, aún poco explorada desde el punto de vista paleontológico, e identificó varias especies nuevas de trilobites. Estudió la obra de Charles Doolittle Walcott y entró en contacto con el experto en trilobites Charles E. Resser, del Smithsonian. Posteriormente prosiguió sus investigaciones en Estados Unidos, donde descubrió cientos de nuevas especies y revisó su clasificación. En 1952 fue galardonado con la Medalla Charles Doolittle Walcott de la Academia Nacional de Ciencias. En 1964 fue nombrado investigador asociado honorario por la Smithsonian Institution. Donó toda su colección (unos 50.000 especímenes en total) al Museo Nacional de Historia Natural de los Estados Unidos, al Museo Canadiense de la Naturaleza y al Museo del Servicio Geológico de Italia, en Roma, donde se encuentra su colección paleontológica recogida en el suroeste de Cerdeña.
Desde muy joven, Rasetti también coleccionaba coleópteros y posteriormente se convirtió en un experto en las orquídeas autóctonas de Italia y los Alpes. En 1980 se publicó su guía sobre la flora alpina (I fiori delle Alpi). También era un apasionado del montañismo, afición que practicó, entre otros, con su amigo Fritz Zwicky en California.